# Ernesto Brunetta
Ernesto Brunetta (Treviso, 25 dicembre 1934) è uno storico, scrittore e politico italiano.
La sua ricerca storica riguarda la Resistenza veneta e più in generale la storia di Treviso e di Venezia.

## Biografia
Ernesto Brunetta, nato a Treviso il 25 dicembre 1934, vissuto a Conegliano dal 1949 al 1965, è stato presidente del Cineclub di quella città dal 1959 al 1965. Nel 1958 si è laureato in filosofia presso l'Università di Padova.
Docente presso il Liceo Scientifico "Leonardo da Vinci" di Treviso, preside Teodolfo Tessari, collaborò a mettere in luce quanto nelle scuole stava maturando. Il Da Vinci infatti convocò assemblee di classe e d'Istituto e promosse dibattiti tra le diverse tendenze che stavano emergendo tra gli studenti prima che ciò fosse normato per legge. Divenne preside incaricato del medesimo liceo dal 1974 al 1977. In quegli anni cercò di innovare la scuola convinto che essa dovesse essere aperta anche di pomeriggio dando vita, coadiuvato da un gruppo di docenti e non docenti volontari, a una serie di attività quali cinema, teatro, musica e dibattiti concernenti varie discipline. Successivamente, vinto un concorso ordinario, è stato preside del Liceo Scientifico di Montebelluna e dell'Istituto Magistrale "Duca degli Abruzzi" di Treviso, concludendo poi la sua carriera, nel 1994, come preside del Liceo Classico "Antonio Canova". Nel contempo fu per due anni (dal 1972 al 1974) assistente-esercitatore e per cinque anni (dal 1974 al 1979) docente incaricato di Storia Contemporanea presso la Facoltà di Magistero dell'Università di Padova. Poi, dovendo scegliere tra due incarichi statali, preferì continuare la carriera di preside. Nel 1994 è stato insignito dal Presidente della Repubblica del titolo di Benemerito della Scuola, della Cultura e dell'Arte. 
Da sempre socialista, ha partecipato alla vita politica e amministrativa della città. È stato più volte consigliere comunale e assessore per il PSI, vicesindaco dal 1989 al 1990, poi consigliere comunale DS dal 2003 al 2008. 
Nel 1978 fu nominato presidente dell'Ente Provinciale per il Turismo. Nel 1983, ha ricevuto dal Comune di Treviso, sindaco Antonio Mazzarolli, il Totila d'Argento per l'organizzazione e la partecipazione al Convegno sulla Resistenza Europea tenutosi quell'anno in città. Nel 1986 ha ricevuto dal Prefetto di Treviso la Medaglia Commemorativa del Quarantennale della Repubblica. 
Si è dedicato in prevalenza a studi storici pubblicando con Feltrinelli, Marsilio, Einaudi, Laterza, Neri Pozza, Canova, Il Poligrafo, Il Mulino, Edizioni dell'Ateneo, Mursia, Cierre, Gaspari Editore, Edizioni dell'Ateneo, Editoriale Programma. Ha pubblicato tre romanzi con Marsilio, Canova ed Editoriale Programma. È socio onorario dell'Ateneo di Treviso. È stato presidente dell'ISTRESCO (Istituto per la Storia della Resistenza e della Società Contemporanea nella Marca Trevigiana) del cui Consiglio Direttivo è tuttora membro. È socio dell'Associazione Italiana di Cultura Classica, dell'Alliance Française, dell'Istituto per la Storia del Risorgimento.
Da sempre svolge un'intensa attività di conferenziere anche presso molte Università Popolari - Treviso, Belluno, Castelfranco, Conegliano, Povegliano - e presso l'Università per Adulti di Paese. Ha tenuto un ciclo di conferenze per l'ANPI di Conegliano. 
A ricordo della Liberazione, negli anni gli è stato richiesto di tenere il discorso ufficiale il 25 aprile in molte città, tra cui Vicenza, Pordenone, Vittorio Veneto, Conegliano, Castelfranco, Montebelluna, Oderzo, Montaner di Fregona, Dosson di Casier, Preganziol, Silea , Mira, Mirano, Treviso. Ha inoltre curato le mostre fotografiche “Resistenza nella Valle dell’Agno - 1943-45” organizzata dal Comune di Valdagno nel 1976 e “Il Trevigiano nella Grande Guerra” organizzata dalla Provincia di Treviso nel 1998.  
Coniugato con Gabriella, laureata in lingue straniere, insegnante elementare e volontaria nei corsi per stranieri, ha due figlie e due nipoti.

## Riconoscimenti
1983, insignito del Totila d'argento dal Sindaco della città di Treviso.
1986, insignito dal Prefetto della Provincia della Medaglia per il Quarantennale della Repubblica.
1994, insignito del titolo di Benemerito della Scuola, della Cultura e dell'Arte dal Presidente della Repubblica.
1994, insignito del primo premio per il miglior libro sulla storia locale per Storia di Treviso (a cura e con interventi di Ernesto Brunetta; Venezia, Marsilio, 1993), dal Circolo Culturale Bertrand Russell di Treviso.
2020, insignito con il Totila d'oro dal Sindaco della città di Treviso.

## Opere
- Il Veneto, in Operai e contadini nella crisi italiana del 1943/1944, Milano, Feltrinelli, 1974.
- Correnti politiche e classi sociali alle origini della Resistenza nel Veneto, Vicenza, Neri Pozza, 1974.
- Dal fascismo alla liberazione, Treviso, Canova, 1976.
- Il governo dei C.L.N. nel Veneto. Verbali del Comitato di Liberazione Nazionale Regionale Veneto. 6 gennaio 1945-4 dicembre 1946, Vicenza, Neri Pozza. Pozza, 2 voll.,1984.
- Dalla grande guerra alla Repubblica, in Il Veneto, a cura di Silvio Lanaro, Torino, Einaudi, 1984.
- Gli avvenimenti della Destra Piave, in Le popolazioni civili della Marca Trevigiana durante l'occupazione tedesca 1943-1945, Treviso, Edizioni dell'Ateneo di Treviso, 1986.
- Figure e momenti del Novecento politico, in Venezia, a cura di Emilio Franzina, Roma-Bari, Laterza, 1986.
- Parte seconda – Dal 1918 al 1945, in Comune di Vicenza – Musei civici, Guida al Museo del Risorgimento e della Resistenza, edito dalla Cassa di Risparmio di Verona, Vicenza e Belluno, 1986.
- Livio Vanzetto-Ernesto Brunetta, Storia di Treviso, Padova, Il Poligrafo, 1988.
- Il Cln regionale veneto e la ricostruzione nelle zone montane, in Montagne e veneti nel secondo dopoguerra, a cura di Ferruccio Vendramini, Verona, Bertani, 1988.
- Storia di Conegliano, Padova, Il Poligrafo, 1989.
- Profilo politico-sociale di una provincia, in Pittura a Treviso tra le due guerre, a cura di Marco Goldin, Treviso, Marini, 1990.
- Il quadro di riferimento, in Casa, città, territorio nella storia trevigiana dell'ultimo secolo, a cura dello IACP, Treviso, 1990.
- La Resistenza e la vita politica dal 1943 al 1970, in Storia di Vicenza. L'età contemporanea, Vicenza, Neri Pozza, 1991.
- La Camera di Commercio. 180 anni di storia economico-sociale trevigiana. 1811-1991, Treviso, Canova, 1991.
- La realtà sociale e il rapporto tra il movimento cattolico e il movimento socialista nella Diocesi di Ceneda al tempo della Rerum Novarum, in AA.VV., L'impegno sociale dei cristiani nella Diocesi di Vittorio Veneto al tempo della Rerum Novarum, Vittorio Veneto, Tipse, 1991.
- Treviso e il 7 aprile, in Obiettivo venerdì santo. Il bombardamento di Treviso del 7 aprile 1994 nei documenti dell'Aeronautica Militare Statunitense, Treviso, Canova, 1992.
- Storia di Treviso (a cura e con interventi di Ernesto Brunetta), Venezia, Marsilio, 1993 Volume I, Le origini (1989): Introduzione  Volume III, L’età moderna (1992): Treviso in età moderna. I percorsi di una crisi  Volume IV, L’età contemporanea (1993): Società trevigiana e classi subalterne tra Ottocento e Novecento.
- Dal consenso all'opposizione. La società trevigiana dal 1938 al 1946, Verona, Cierre, 1995.
- L'album di famiglia, romanzo, Venezia, Marsilio, 1995.
- La lotta armata: spontaneità e organizzazione, in La Resistenza nel veneziano, a cura del Comune di Venezia, 1996.
- Cinquant'anni di attività dell'Ente Provinciale della Liberazione in Provincia di Treviso, Treviso, SIT, 1996.
- Poveri a Treviso. Miseria e apparati assistenziali nel XIX e nel XX secolo, Venezia, Marsilio, 1997.
- Geografia e consistenza delle formazioni partigiane del Friuli e della Venezia Giulia, in La società veneta dalla Resistenza alla Repubblica, a cura di Angelo Ventura, Padova, CLEUP, 1997.
- La società veneta e la Resistenza, in I cattolici e la Resistenza nelle Venezie, a cura di Gabriele De Rosa, Bologna, il Mulino, 1997.
- I fascisti trevigiani dal 25 luglio 1943 alla costituzione del Partito Fascista Repubblicano, Treviso, ISTRESCO, 1998.
- 1797: una fine necessaria?, in Società e Cultura a Treviso nel tramonto della Serenissima, a cura di Bruno De Donà, Treviso, Edizioni dell'Ateneo, 1998.
- I fascisti trevigiani dal 25 luglio 1943 alla costituzione del Partito Fascista Repubblicano, Treviso, ISTRESCO, 1998.
- Treviso e la Marca tra Ottocento e Novecento, Treviso, Canova, 1999.
- Un amore impossibile, Romanzo, Treviso, Canova, 2000.
- Le classi subalterne nel trevigiano, in Treviso nel Lombardo-Veneto, Verona, Cierre, 2000.
- Il mito della Marca, in Marca Trevigiana, Roma, Editalia, 2001.
- Il cinema realista francese degli anni trenta e il neorealismo italiano, in Atti dell'Alliance Française di Treviso, 2002.
- Ernesto Brunetta-Giuliano Galletti, Storia di Gaiarine, Treviso, Canova, 2003.
- Crisi del neorealismo e normalizzazione sociale, in Storia del cinema italiano, vol. VIII, 1949-1953, a cura di Luciano De Giusti, Venezia, Marsilio, 2003.
- Volti di donne, in Storia dentro, n. 3, Grafiche De Bastiani, Godega Sant'Urbano, 2004.
- Risorgimento deluso, in Mazzini a duecento anni dalla nascita, Treviso, ISTRIT, 2005.
- Cinema nella città in guerra: il neorealismo, in Luci sulla città. Treviso e il cinema. a cura di Giancarlo Beltrame, Livio Fantina e Paolo Romano, Venezia, Marsilio, 2005.
- Bruno Marton: i cattolici nella Resistenza, in Gli anni di Bruno Marton. Istituzioni, società, economia nel territorio trevigiano tra Resistenza, ricostruzione e sviluppo, a cura di Ivano Sartor, Treviso, Fondazione Cassamarca, 2006.
- Campagne e Resistenza nel trevigiano, Treviso, ISTRESCO, 2006.
- La tragedia, La società italiana dal 1939 al 1949, Milano, Mursia, 2006.
- Il quadro di riferimento. L'Italia e Treviso tra Ottocento e Novecento, in Dai campi alle officine. Storie e lotte del sindacato nel trevigiano, a cura di Daniele Ceschin, Treviso, ISTRESCO, 2007.
- Discorrendo di Resistenza, in Atti e memorie dell’Ateneo di Treviso, nuova serie, n. 25, anno accademico 2007/08, pp. 125-130.
- Il ritorno dall'esilio di Silvio Trentin. Il Partito d'azione tra destra e sinistra, in Bruno Trentin. Dalla guerra partigiana alla Cgil, a cura di Iginio Ariemma e Luisa Bellina, Roma, EDIESSE, 2008.
- Dal Montello a San Donà. La battaglia del Piave,  1917-1918, Treviso, ISTRESCO 2008.
- Prefazione a Squadristi, a noi! Squadrismo nella Marca Trevigiana, Treviso, Devanzis, 2008.
- La spagnola a Treviso nel 1918, in Malattie e medicina durante la Grande guerra 1915-1919, Udine, Gaspari, 2009.
- 1945: la Cartiera Burgo e la guerriglia in pianura, Treviso, ISTRESCO, 2009.
- La memoria di Garibaldi, in Garibaldi: storia, memoria e mito, a cura di Giampiero Berti, Padova, il Poligrafo, 2010.
- Mirabilia. Sport, cinema e canzoni nella società italiana del XX secolo, Padova, Editoriale Programma, 2010.
- Un rapporto controverso: Platone e la filosofia cristiana, in Atti e memorie dell’Ateneo di Treviso, nuova serie, n. 28, anno accademico 2010/11, pp. 103-110.
- Il morale dei soldati nella I Guerra Mondiale, in 1918. L'ultimo anno della Grande Guerra, a cura di Steno Zanandrea, Treviso, ISTRIT, 2011.
- Il Risorgimento e le ragioni dell'unità d'Italia, in Il Risorgimento del Veneto, Padova, Cleup, 2011.
- Tarvisium Trevigi Treviso. Storia di una città, Padova, Editoriale Programma, 2011.
- Le manifestazioni dopo l'attentato a Togliatti nelle relazioni del prefetto di Treviso (1948), in Il lavoro alla ribalta, a c. di Alessandro Casellato, Treviso, ISTRESCO, 2012.
- Donne di campagna, in Donne a NordEst. La dignità e la fatica dal 1890 al 1970, Treviso, Fondazione Benetton, 2012.
- Bozza per una storia della I guerra mondiale, in L’ESDE, Fascicolo di studi e di cultura, n. 7, Ottobre 2012, pp. 240-276.
- I cento anni di “Cabiria”, in L’ESDE, Fascicolo di studi e di cultura, n. 8, Ottobre 2013, pp. 273-278.
- Guida alle ville venete, Treviso, Editoriale Programma, 2014.
- Il Veneto e la Resistenza nel '44, Padova, Editoriale Programma, 2014.
- Il biennio 1914-1915. I veneti verso la guerra, i veneti in guerra. Treviso, Editoriale Programma, 2015.
- 1916. Veneto zona di guerra, Treviso, Editoriale Programma, 2015.
- Veneto 1945. Un anno spezzato in due. Partigiani, alleati, amlire, libertà. Treviso, Editoriale Programma, 2015.
- Per una storia della Prima Guerra Mondiale, in L’ESDE, Fascicolo di studi e di cultura, n. 10, Novembre 2015, pp. 1-10.
- Introduzione alla storia della Resistenza, in L’ESDE, Fascicolo di studi e di cultura, n. 9, Aprile 2015, pp. 9-14.
- La cintura di Orione. la guerra l'amore Il fato, Romanzo. Treviso, Editoriale Programma, 2016.
- 1866. Il Veneto all'Italia e il Plebiscito a Venezia, Treviso, Padova, Treviso, Editoriale Programma, 2016.
- 1916. Veneto zona di guerra, Treviso, Editoriale Programma, 2016
- 1943 1945. Veneto e Resistenza, Treviso, ISTRESCO, 2016.
- Ricordando la rivoluzione d’ottobre, in Atti e memorie dell’Ateneo di Treviso, nuova serie, n. 34, anno accademico 2016/17, pp. 9-22.
- 1917. Annus Horribilis. Ortigara Caporetto, Treviso, Editoriale Programma, 2017.
- 26 ottobre 1917: Caporetto, in L’ESDE, Fascicolo di studi e di cultura, n. 12, Novembre 2017, pp. 1-7.
- L’impatto del Cristianesimo sul mondo classico, in Atti dell'Associazione Italiana di Cultura Classica. Delegazione di Treviso, 2017.
- 2 giugno 1946 a ricordo dei 70 anni della Repubblica italiana. Il voto alle donne, in Atti e memorie dell’Ateneo di Treviso, nuova serie, n. 35, anno accademico 2017/18, pp. 59-68.
- 1918. Annus Mirabilis. Dal Solstizio a Vittorio Veneto, Treviso, Editoriale Programma, 2018.
- Razzismo e Razzismi. L'antisemitismo nell'Europa del XX secolo, Treviso, Editoriale Programma, 2018.
- L’Italia nel 1918, in L’ESDE, Fascicolo di studi e di cultura, n. 13, Novembre 2018, pp. 23-30.
- 1918. La vittoria, in Atti e memorie dell’Ateneo di Treviso, nuova serie, n. 36, anno accademico 2018/19, pp. 31-46.
- La Serenissima e le città venete. Padova-Treviso-Belluno- Vicenza-Verona, ( a cura di e con sostanziali interventi), Treviso, Editoriale Programma, 2019.
- Le origini del fascismo. Squadrismo agrario e squadrismo urbano, Treviso, Editoriale Programma, 2019.
- 1940. Un vento di follia, Treviso, Editoriale Programma, 2019.
- 1919: le conseguenze della guerra, in L’ESDE, Fascicolo di studi e di cultura, n. 14, Novembre 2019, pp. 483-486.
- I misteri nel mondo greco, in Atti dell'Associazione Italiana di Cultura Classica. Delegazione di Treviso, 2019.
- Testimonianza, in Il partigiano “Eros”. In memoria di Umberto Lorenzoni, Treviso, ISTRESCO – ANPI, 2020.
- La retta e la circonferenza. Disquisizione sui massimi sistemi, in Atti dell'Associazione Italiana di Cultura Classica. Delegazione di Treviso, 2020.
- 1941. La guerra da europea a mondiale, Treviso, Editoriale Programma, 2021.
- Introduzione a Andrea Dapporto, "Scioperina". Storia di una bambola e di ragazze in lotta per la dignità del lavoro. Treviso, ISTRESCO, 2021.
- Un’idea per Venezia, in L’ESDE, Fascicolo di studi e di cultura, n. 15, Ottobre 2021, pp. 63-68.
- 1921. Attacco squadrista a Treviso, in Atti e memorie dell’Ateneo di Treviso, nuova serie, n. 39, anno accademico 2021/22, pp. 109-118.
- Due donne. Romanzo storico, Treviso, Editoriale Programma, 2023.
- La marcia su Roma, Treviso, Editoriale Programma, 2022.
- La caduta del fascismo. 25 luglio-8 settembre 1943, Editoriale Programma, 2023.
- Eravamo una squadra. Racconti, quasi un romanzo, Treviso, Editoriale Programma, 2023.